# St. Jakobshalle
St. Jakobshalle er en indendørs, multifunktionel arena i Basel, Schweiz, som især anvendes til indendørs sportsbegivenheder og koncerter. Hallen ligger i idrætsområdet St. Jakob, der bl.a. også omfatter St. Jakob-Park. Arenaen blev allerede anvendt fra 1975, selvom den officielt først blev indviet den 26. september 1976. 
Bygningskomplekset består af haller og rum af diverse størrelser, der kan anvendes til forskellige begivenheder.
Den største hal er Arenaen med et areal på 2.800 m² og en tilskuerkapacitet på 12.400 siddepladser, og den kan indrettes til forskellige formål, f.eks. rockkoncerter, generalforsamlinger, fagmesser, tv-shows, tenniskampe, operaforestillinger, håndboldkampe og ridestævner.
Hal 2 og Hal 3 er to sportshaller til håndbold, volleyball, badminton, futsal o.lign., begge med en tilskuerkapacitet på 1.500. Hal 2 har et areal på 1.692 m², mens Hal 3 med sine 1.050 m² er lidt mindre.
Derudover findes der en svømmehal med et bassin på 25 m med 5 baner samt fire gymnastiksale med arealer på 266-551 m².
Arenanen var også vært for Eurovision Song Contest 2025 efter at Schweiz vandt i 2024 med Nemo og sangen "The Code".